# 大眼里科拉甲鯰
大眼里科拉甲鯰為輻鰭魚綱鯰形目甲鯰科的其中一種，為熱帶淡水魚，分布於南美洲巴拉那河上游流域，體長可達21公分，棲息在底層水域，生活習性不明。